# Poitiers-Valentinois
Poitiers-Valentinois ist die Familie der Grafen von Valentinois ab 1163 bzw. Grafen von Diois ab 1309. Es ist vor allem bekannt durch Diane de Poitiers, der Mätresse des Königs Heinrich II., die 1548 zur Herzogin von Valentinois ernannt wurde. Die Familie starb 1715 aus.

## Geschichte
Im Allgemeinen wird angegeben, Guillaume I. de Poitiers sei ein unehelicher Sohn von Wilhelm IX. (VII.), Herzog von Aquitanien und Graf von Poitou aus dem Haus der Ramnulfiden, und der Maubergeron oder Dangerose de Châtellerault gewesen. In Band III.4 (1989) der Europäischen Stammtafeln wird als Vater Guillaumes ein Adémar angegeben, der mit Rixende verheiratet war, die er wiederum als Schwester von Guillaume, Bischof von Viviers († 1144/45) und Eustache, Graf von Valence und 1107–1141 Bischof von Valence, sieht.
Während die aquitanische Herkunft den Namen „de Poitiers“ erklärt, nicht aber den Besitz des Valentinois und nur mit Schwierigkeiten die Verbreitung des Vornamens Aymar in der Familie (Maubergeron/Dangerose war mit Aymeric I. Vizegraf von Châtellerault verheiratet), ist es bei der zweiten Variante umgekehrt: Hier ist nachvollziehbar, wie es zum Titel eines Grafen von Valentinois kam, warum Guillaume einen Bruder Eustache und einen Sohn Aymar hatte, nicht aber, warum er den Familiennamen „de Poitiers“ (Pictavinus) trug.

## Stammliste (Auszug)

### Die Grafen von Valentinois und Diois
1. NN – Wilhelm IX. (VII.), Herzog von Aquitanien und Graf von Poitou aus dem Haus der Ramnulfiden, und Maubergeron/Dangerose de Châtellerault, oder Adémar und Rixende, die wohl eine Schwester von Guillaume, Bischof von Viviers († 1144/45) und Eustache, Graf von Valence und 1107–1141 Bischof von Valence
  1. Guillaume I. de Poitiers (Pictavinus) († vor 1189), 1163 Comte de Valentinois
    1. Adémar (Aymar) I. (1163–1187 bezeugt), Seigneur de Boulogne-en-Velay; ⚭ Béatrice d’Albon, Tochter von Guigues IV. Dauphin, Graf von Albon, (Haus Albon)
      1. Aymar II. (1187–1246 bezeugt; † vor 1250), Comte de Valentinois
        1. Guillaume II. († 1227), Comte de Valentinois
          1. Aymar III. († 1277), 1239 Comte de Valentinois; ⚭ I Sibylle de Beaujeu († nach 1248), Tochter von Humbert V. de Beaujeu, Connétable von Frankreich, (Haus Beaujeu); ⚭ II Margareta von Savoyen, Tochter von Amadeus IV., Graf von Savoyen, (Haus Savoyen); ⚭ III Alixente de Mercoeur († 1286), Tochter von Béraud VIII., Herr von Mercoeur
            1. (I) Aymar IV. († 1329), 1277 Comte de Valentinois, 1309 Comte de Valentinois et de Diois; ⚭ I Hippolyte von Burgund, Dame de Saint-Vallier, Tochter von Hugo, Pfalzgraf von Burgund, (Haus Chalon); ⚭ II Margarete von Genf († nach 1322), Tochter von Rudolf, Graf von Genf
              1. (I) Aymar V. († 1339/1340), Comte de Valentinois et de Diois
                1. Aymar († 1324); ⚭ Marie de Viennois († nach 1355), Tochter von Humbert I., Dauphin von Viennois, (Haus La Tour-du-Pin)
                2. Louis I. (X 1345), 1339 Comte de Valentinois et de Diois
                  1. Aymar VI., 1345 Comte de Valentinois et de Diois; ⚭ 1344 Elipse Roger dite de Beaufort, Tochter von Guillaume Rogier II. und Marie de Chambon (Haus Rogier de Beaufort)
                  2. Marguerite († nach 1380); ⚭ Guichard de Beaujeu (X 1356), (Haus Albon)
                  3. Eleonore († vor 1365); ⚭ Peter I. von Bar, Herr zu Pierrepont († vor 1349), (Haus Scarponnois)

                3. Othon († 1352), 1350–1351 Bischof von Verdun
                4. Aymar († 1366), Seigneur de Chalençon ⚭ Guyotte d’Uzès
                  1. Louis II. († 1419), 1373 Comte de Valentinois et de Diois; ⚭ Cecile de Beaufort, Tochter von Guillaume III. Roger de Beaufort und Marie d’Auvergne dite de Boulogne (Haus Rogier de Beaufort)
                    1. Louise († nach 1400); ⚭ Humbert VIII. de Thoire et de Villars, 1394 Graf von Genf († 1400)

                5. Guillaume († 1374), 1346 Bischof von Langres
                6. Henri († 1370), 1349–1354 Bischof von Gap, 1354 Bischof von Troyes
                7. Charles I. († nach 1410), Seigneur de Saint-Vallier – Nachkommen siehe unten
                8. Polie († 1346/47); ⚭ I Renaud III. de Trie, Graf von Dammartin († 1327)

              2. (I) Louis († 1327), 1306–1318 Bischof von Viviers, 1320 Bischof von Langres, 1325 Bischof von Metz
              3. (II) Amé († vor 1350), Seigneur de Saint-Vallier; ⚭ Anna von Savoyen († nach 1355), Tochter von Philipp, Fürst von Achaia, (Haus von Savoyen)
              4. (II) Anne († 1351); ⚭ I Henri II., Graf von Rodez († 1303); ⚭ II Johann I., Dauphin von Auvergne († 1352), (Haus Auvergne)

        2. Semnoresse († vor 1223); ⚭ André genannt Guigues VI., Dauphin von Viennois, Graf von Albon († 1237), (Älteres Haus Burgund)

  2. Eustache, 1164 Dompropst in Valence

### Die Linie Saint-Vallier
1. Charles I. († nach 1410), Seigneur de Saint-Vallier – Vorfahren siehe oben
  1. Charles († 1433), 1391 Bischof von Châlons, 1413 Bischof von Langres
  2. Louis († nach 1428), Seigneur de Saint-Vallier
    1. Charles II. († 1455), Seigneur de Saint-Vallier, Gouverneur der Provence
      1. Aymar († nach 1510), Seigneur de Saint-Vallier etc., Marchese di Cotrone; ⚭ I Marie Bâtarde de France († 1469), uneheliche Tochter von Ludwig XI., König von Frankreich (Stammliste der Valois), und Marguerite de Sassenage; ⚭ II Jeanne de la Tour († nach 1511), Tochter von Bertrand VI. de La Tour, Graf von Boulogne und Auvergne, (Haus La Tour d’Auvergne)
        1. (II) Jean († 1539), Seigneur de Saint-Vallier etc.; ⚭ Jeanne de Batarnay, Tochter von Imbert de Batarnay
          1. Guillaume († nach 1547), Comte d’Albon, Vicomte de l’Étoile
          2. Diane († 1566), 1548 Duchesse de Valentinois, 1553 Duchesse d’Étampes, Mätresse des Königs Heinrich II., (Haus Valois-Angoulême); ⚭ Louis de Brézé, Graf von Maulévrier († 1532), (Haus Brézé)
          3. Anne († 1539/46); ⚭ 1516 Antoine II., Baron de Clermont-en-Viennois († 1530) (Haus Clermont-Tonnerre)
          4. Françoise († nach 19. März 1541); ⚭ 13. April 1532 Antoine III. de Clermont-en-Viennois, Vicomte de Tallard, Comte de Clermont († kurz nach 12. April 1578) (Haus Clermont-Tonnerre)

        2. Jeanne († 1500); ⚭ Jean V. de Lévis, Seigneur de Roquefort, Maréchal et Seigneur de Mirepoix (Haus Lévis)

      2. Guillaume († 1503), Marchese di Cotrone, 1478 Gouverneur von Paris und Île-de-France
        1. (unehelich, Mutter unbekannt) Claude de Poitiers († 1546), 1506 Abt von Montmajour, 1522 Abt von Saint-Wandrille

    2. Marguerite; ⚭ Niccolò Ruffo, Marchese di Cotrone, Vizekönig von Kalabrien, (Haus Ruffo)
    3. Louis († nach 1468), 1447–1468 Bischof von Valence und Bischof von Die

  3. Jean Gérard de Poitiers (1358–1451), 1390–1444 Bischof von Valence und Bischof von Die, 1447–1451 Erzbischof von Vienne
  4. Philippe I., Seigneur de Vadans – Nachkommen † 1715